# Aconodes bilobata
Aconodes bilobata är en skalbaggsart som först beskrevs av Stefan von Breuning 1939.  Aconodes bilobata ingår i släktet Aconodes och familjen långhorningar.
Artens utbredningsområde är Burma. Inga underarter finns listade i Catalogue of Life.